# Nuno Valente
Nuno Jorge Pereira da Silva Valente, född 12 september 1974 i Portugals huvudstad Lissabon, är en före detta fotbollsspelare (försvarare).
Valente spelade i det portugisiska landslaget i EM-slutspelet 2004 som gick till final och VM-slutspelet 2006 som gick till semifinal. Sammanlagt spelade Valente 33 A-landskamper och gjorde 1 mål.
Han har förutom spel i Everton har han tidigare spelat i hemlandet för klubbar som Portimonense, Sporting Lissabon och Porto.